# 合格駅
合格駅（ごうかくえき）は、静岡県島田市竹下字籾蒔島にある、大井川鐵道大井川本線の駅である。

## 沿革
1927年（昭和2年）6月、大井川鐵道の最初の開通区間である金谷駅から横岡駅までの営業開始の際に「五和駅」（ごかえき）として五和村大字竹下に開業した。
「合格駅」の名称は地元の有志による地域おこしに端を発する。五和駅周辺の地域おこしのため2014年夏に「チームおもしろ五和駅」が結成された。このメンバーの1人が言葉遊びに着想を得て、2015年の入学試験の時期に駅舎に「合格駅」の看板を掛け、受験生を励ます五角形の凧を飾った。2016年1月には地元の木彫家に依頼して制作した「合格地蔵」を駅舎に安置した。また、五和地区の大井川牛尾山狭窄部の開削に際して、第二海軍技術廠牛尾実験所の礎石の一部に、母体となった海軍技術研究所島田分室に関係があるとされる朝永振一郎や湯川秀樹に肖って「朝永石」「湯川石」、採掘されたノジュールに「合格石」と名付けて駅舎の外に並べた。
毎年活動が続けられる中、大井川鐵道は複合施設「KADODE OOIGAWA」に直結する門出駅の新設に合わせて、五和駅を「合格駅」に改称した。日限地蔵尊の最寄駅である日切駅、合格駅、門出駅と続くことから、縁起のいい鉄道として宣伝している。駅名標には水引の模様が施された。有人駅の新金谷駅から合格駅までの乗車券は改称から6週間で約470枚、最も多い日で100枚以上売れたという。合格駅と門出駅は無人駅であるため、入場券や2駅間の乗車券は存在しないが、2021年1月に記念乗車券として発売された。

### 年表
- 1927年（昭和2年）6月10日：五和駅として開業[2]。
- 2020年（令和2年）11月12日：合格駅に改称[1][7]。

## 駅構造
島式ホーム1面2線を有する地上駅。無人駅である。木造駅舎を有する。

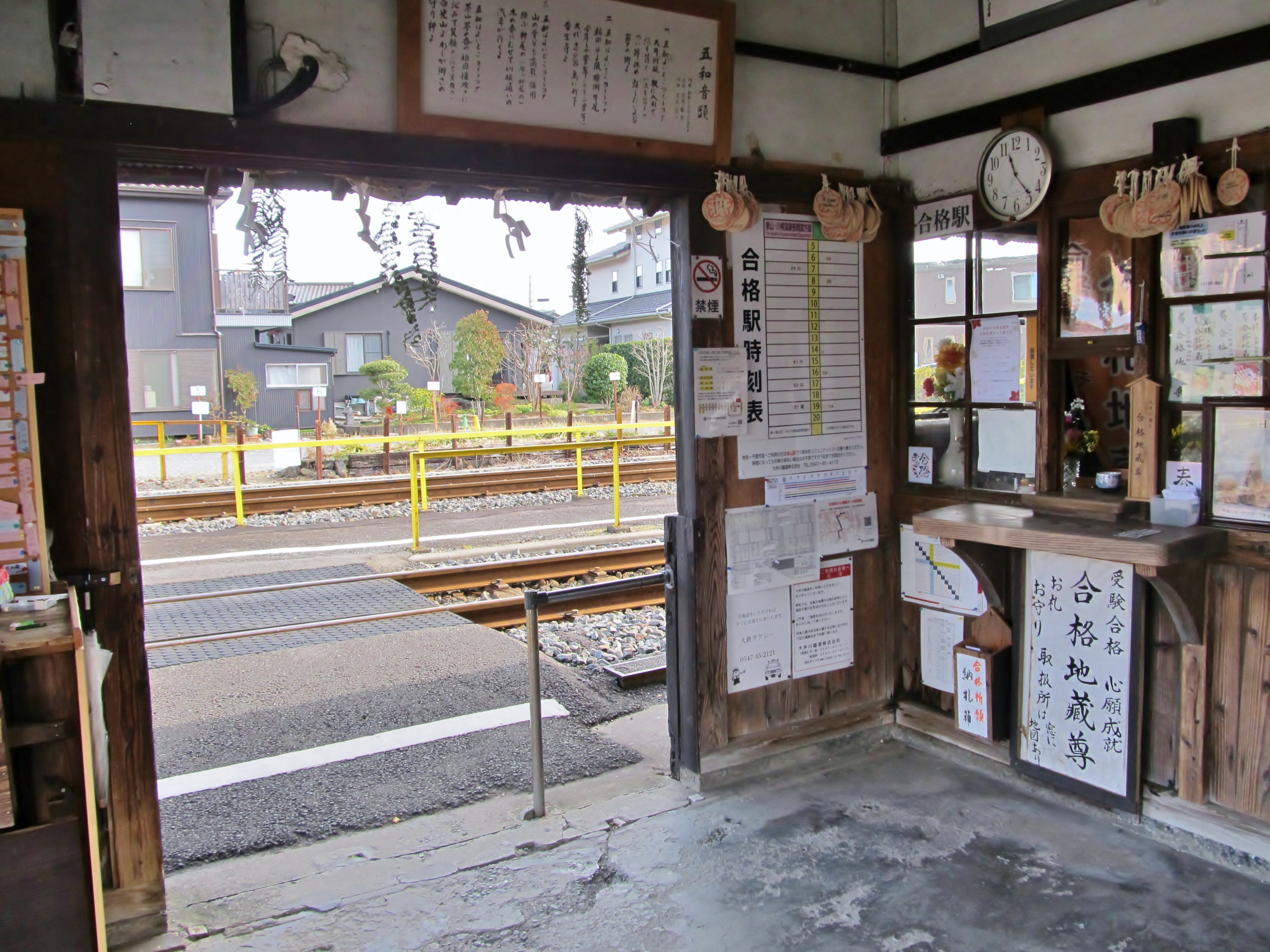
駅舎内の合格地蔵尊
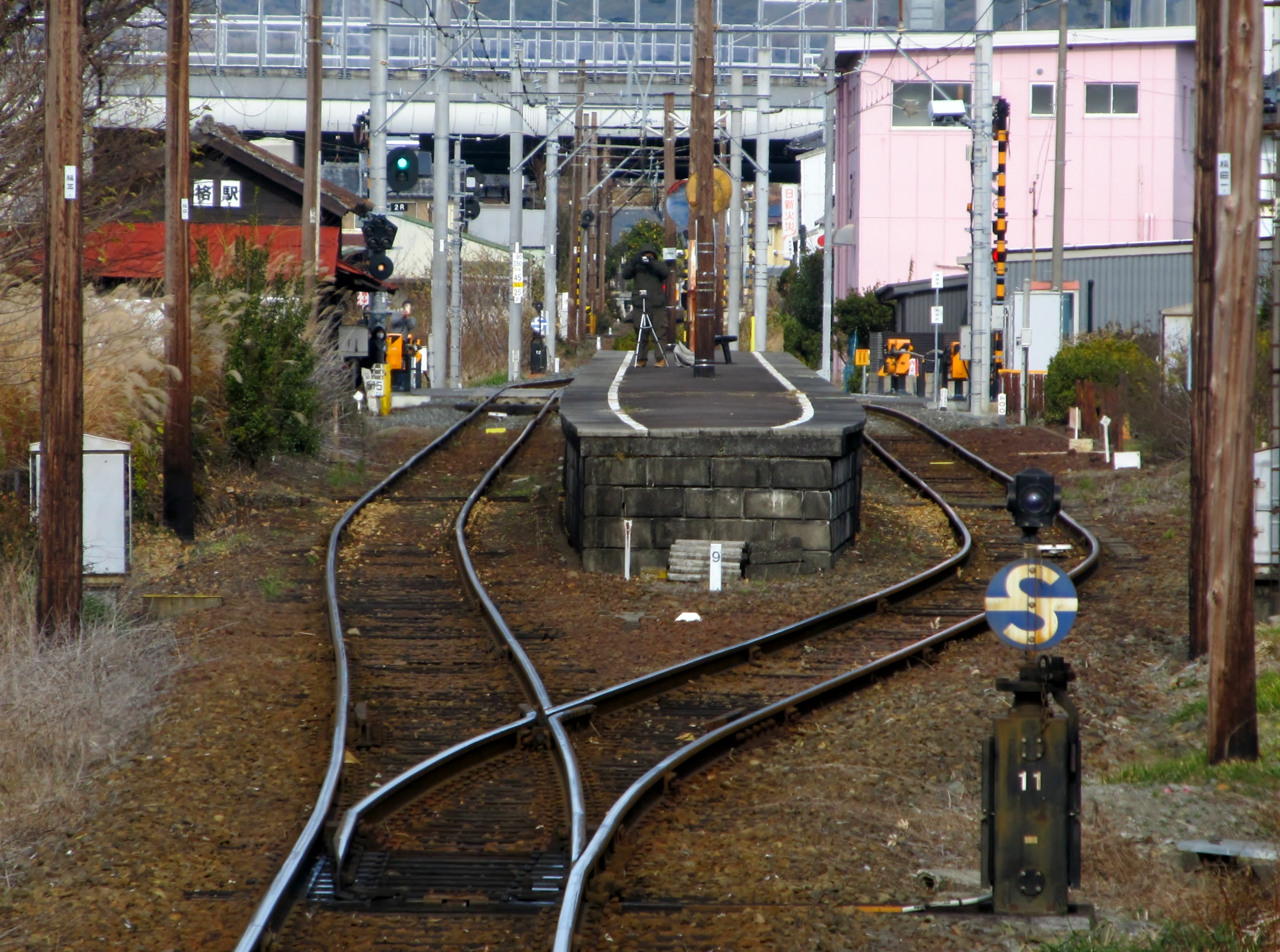
ホーム
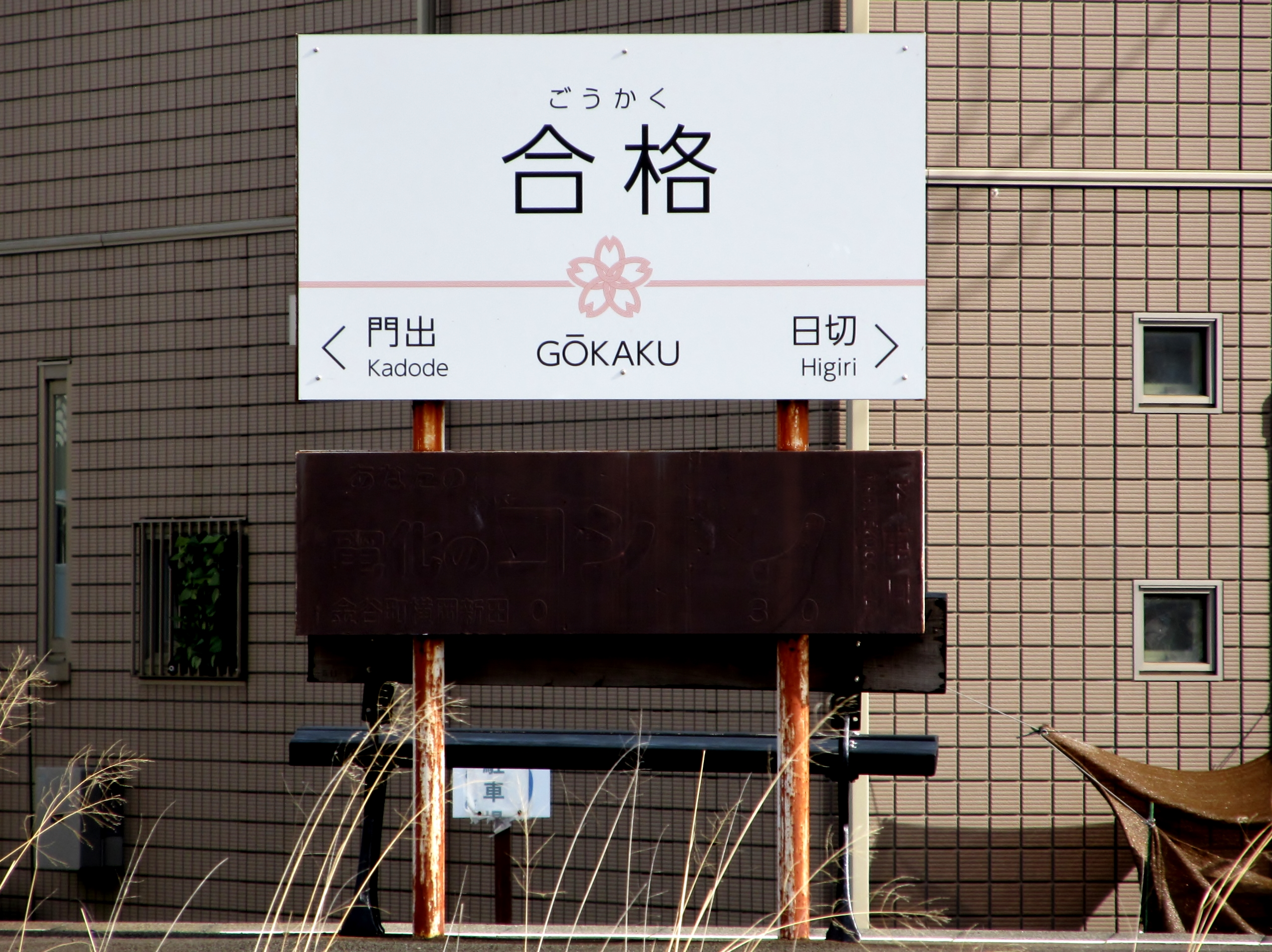
駅名標

## 利用状況
1932年度から1936年度までおよび1951年度から2020年度までの各年度の旅客の乗車人員および降車人員は以下のグラフの通りである。最大値は1967年度の280,628人（乗車人員）、283,744人（降車人員）である。
1932年度から1936年度までおよび1951年度から1971年度までの各年度の貨物の発送と到着は以下のグラフの通りである。最大値は1956年度の957トン（発送）、2,467トン（到着）である。

## 駅周辺
- 金谷北地域交流センター
- 島田市立五和小学校

## 隣の駅
大井川鐵道
■大井川本線
■普通
日切駅 - 合格駅 - 門出駅